# Hačava
Hačava (v letech 1918–1927 Vieska, německy Wagnerhau, maďarsky Ájfalucska – do roku 1902 Falucska) je východoslovenská horská obec ve Slovenském krasu v Hájské dolině severně od Turně nad Bodvou a obce Háj.

## Historie
Název utvořený od hača příponou prostoru -ava, tj. podle místa, kde se chovají hřebci nebo mladé klisny. Obec vznikla v rámci valašské kolonizace, poprvé je zmíněna roku 1409 jako opuštěná. Název obce se různě měnil (1773: Hacžawa, Falucska, Hačsawa, 1786: Bognerhey). Obyvatelé se kromě pastevectví živili těžbou železné rudy, výrobou dřevěného nádobí, pálením dřevěného uhlí. V letech 1938 až 1945 byla obec připojena k Maďarsku.

## Pamětihodnosti v okolí
Turistickou zajímavostí obcí Háj a Hačava jsou až 7 metrů vysoké Hájské vodopády.